# Jerome Ranft
Jerome Ranft, född 23 november 1966, är en amerikansk skulptör och röstskådespelare. Han är yngre bror till manusförfattaren Joe Ranft.

## Filmografi
- 2009 Upp (röst som Gamma)
- 2016 Hitta Doris (röst som Jacques)
- 2017 Bilar 3 (röst som Rödis)